# FA Women's Premier League National Division
FA Women's Premier League National Division là một hạng đấu bóng đá không còn tồn tại ở Anh. Đây là hạng đấu cao nhất bóng đá nữ Anh từ năm 1991 cho tới năm 2011 khi FA Women's Super League ra đời. Trong hai mùa giải cuối cùng, giải đóng vai trò là giải đấu cấp hai của hệ thống bóng đá nữ tại Anh. Hạng đấu khai tử vào cuối mùa giải 2012/13, và được thay thế bằng Women's Super League 2.
Giải được thi đấu theo thể thức hai lượt sân nhà sân khách. Bên dưới National Division là Northern Division và Southern Division. Hai hạng đấu này vẫn tiếp tục tồn tại sau khi National Division bị hủy. Giải có thể coi là Premier League của nữ, mặc dù không phải là giải đấu hoàn toàn chuyên nghiệp. Giải cũng hay được gọi là Women's Premiership hay Ladies' Premiership.
Các đội của Premiership cũng tham dự FA Women's Cup và Premier League Cup. Đội vô địch Premiership gặp đội vô địch FA Cup trong trận tranh FA Women's Community Shield. Từ 2010 về trước thì các đội vô địch và á quân Premiership được quyền tham dự UEFA Women's Champions League.
Vào mùa 2006-07, số đội tăng từ 10 lên 12 với hai đội lên hạng từ giải Northern (Blackburn Rovers) và Southern (Cardiff City) và không có đội xuống hạng.
Vào mùa 2010-11, giải giảm từ mười hai xuống còn tám đội. Sáu câu lạc bộ bỏ giải để tham gia FA Women's Super League cùng với đội vô địch và á quân của Northern Division là Liverpool và OOH Lincoln. Sáu câu lạc bộ National Division còn lại và hai đội đầu bảng của Southern Division là Barnet và Reading đá tại National Division (lúc này là giải hạng hai). Mùa 2012-13 là mùa giải cuối cùng.

## Câu lạc bộ National Division 2012-13
| Câu lạc bộ        | Vị trí mùa 2011-12      |
| ----------------- | ----------------------- |
| Aston Villa       | 3                       |
| Barnet            | 4                       |
| Cardiff City      | 8                       |
| Charlton Athletic | 5                       |
| Coventry City     | 6                       |
| Leeds United      | 2                       |
| Manchester City   | 1 tại Northern Division |
| Portsmouth        | 1 tại Southern Division |
| Sunderland        | 1                       |
| Watford           | 7                       |

## Lịch sử

### Các mùa giải
| Năm       | Vô địch                 | Á quân                      | Hạng ba                  | Xuống hạng                                               |
| --------- | ----------------------- | --------------------------- | ------------------------ | -------------------------------------------------------- |
| 2011-12   | Sunderland A.F.C. Women | Leeds United L.F.C.         | Aston Villa L.F.C.       | Nottingham Forest L.F.C., Reading Women                  |
| 2010-11   | Sunderland A.F.C. Women | Nottingham Forest L.F.C.    | Reading Women            | Blackburn Rovers L.F.C., Millwall Lionesses L.F.C.       |
| 2009-10   | Arsenal L.F.C.          | Everton L.F.C.              | Chelsea L.F.C.           | Không có (tái cấu trúc do FA WSL)                        |
| 2008-09   | Arsenal L.F.C.          | Everton L.F.C.              | Chelsea L.F.C.           | Liverpool L.F.C., Fulham L.F.C.                          |
| 2007-08   | Arsenal L.F.C.          | Everton L.F.C.              | Leeds United L.F.C.      | Cardiff City L.F.C., Charlton Athletic L.F.C.            |
| 2006-07   | Arsenal L.F.C. †        | Everton L.F.C.              | Charlton Athletic L.F.C. | Sunderland A.F.C. Women, Fulham L.F.C.                   |
| 2005-06   | Arsenal L.F.C.          | Everton L.F.C.              | Charlton Athletic L.F.C. | Không (tăng số đội lên 12)                               |
| 2004-05   | Arsenal L.F.C.          | Charlton Athletic L.F.C.    | Everton L.F.C.           | Liverpool L.F.C., Bristol City W.F.C.                    |
| 2003-04   | Arsenal L.F.C.          | Charlton Athletic L.F.C.    | Fulham L.F.C.            | Aston Villa L.F.C., Tranmere Rovers L.F.C.               |
| 2002-03   | Fulham L.F.C.           | Doncaster Belles L.F.C.     | Arsenal L.F.C.           | Southampton Saints W.F.C., Brighton & Hove Albion W.F.C. |
| 2001-02   | Arsenal L.F.C.          | Doncaster Belles L.F.C.     | Charlton Athletic L.F.C. | Barry Town W.F.C., Sunderland A.F.C. Women               |
| 2000-01   | Arsenal L.F.C.          | Doncaster Belles L.F.C.     | Charlton Athletic L.F.C. | Millwall Lionesses L.F.C., Liverpool L.F.C.              |
| 1999-2000 | Croydon L.F.C.          | Doncaster Belles L.F.C.     | Arsenal L.F.C.           | Aston Villa L.F.C., Reading Royals L.F.C.                |
| 1998-99   | Croydon L.F.C.          | Arsenal L.F.C.              | Doncaster Belles L.F.C.  | Bradford City W.F.C., Ilkeston Town F.C. Ladies          |
| 1997-98   | Everton L.F.C.          | Arsenal L.F.C.              |                          | Barnet F.C. Ladies, Barry Town W.F.C.                    |
| 1996-97   | Arsenal L.F.C.          | Doncaster Belles L.F.C.     | Croydon L.F.C.           | Southampton Saints L.F.C., Ilkeston Town F.C. Ladies     |
| 1995-96   | Croydon L.F.C.          | Doncaster Belles L.F.C.     | Arsenal L.F.C.           | Villa Aztecs L.F.C., Wolverhampton Wanderers L.F.C.      |
| 1994-95   | Arsenal L.F.C.          | Liverpool L.F.C.            | Doncaster Belles L.F.C.  | Red Star Southampton L.F.C.                              |
| 1993-94   | Doncaster Belles L.F.C. | Arsenal L.F.C.              | Knowsley United L.F.C.   | Ipswich Town L.F.C., Wimbledon L.F.C.                    |
| 1992-93   | Arsenal L.F.C.          | Doncaster Belles L.F.C.     | Knowsley United L.F.C.   | Maidstone Tigresses L.F.C., Bronte L.F.C.                |
| 1991-92   | Doncaster Belles L.F.C. | Red Star Southampton L.F.C. | Wimbledon L.F.C.         | Không có (tăng lên 10 đội)                               |

* In đậm là đội giành FA Cup năm đó.
† Arsenal L.F.C. giành cú ăn ba với chức vô địch UEFA Women's Cup năm 2007.

### Thành tích theo câu lạc bộ
| Câu lạc bộ                  | Vô địch | Á quân | Năm vô địch                                                                                                |
| --------------------------- | ------- | ------ | --- |
| Arsenal                     | 12      | 3      | 1992-93, 1994-95, 1996-97, 2000-01, 2001-02, 2003-04, 2004-05, 2005-06, 2006-07, 2007-08, 2008-09, 2009-10 |
| Charlton Athletic (Croydon) | 3       | 2      | 1995-96, 1998-99, 1999-2000                                                                                |
| Doncaster Rovers Belles     | 2       | 7      | 1991-92, 1993-94                                                                                           |
| Sunderland                  | 2       | 0      | 2010-11, 2011-12                                                                                           |
| Everton                     | 1       | 5      | 1997-98 |
| Fulham                      | 1       | 0      | 2002-03 |
| Liverpool                   | 0       | 1      | 1994-95 |
| Nottingham Forest           | 0       | 1      | 2010-11 |
| Leeds United                | 0       | 1      | 2011-12 |